# Propietat organolèptica
Les propietats organolèptiques són les característiques físiques de la matèria en general que poden ser percebudes a través dels sentits. En general, és un concepte que s'aplica als aliments i fa referència al gust, la textura, l'olor o el color. Són característiques que determinen la qualitat dels aliments i la seva percepció i avaluació permet reconèixer si l'aliment està en bones condicions.
La percepció que és té d'un aliment a través dels sentits depèn dels compostos químics que conformen l'aliment i de la interacció amb els receptors sensorials del consumidors.
Aquestes propietats solen utilitzar-se per distingir un aliment fresc d'un de descompost, especialment perquè, en descompondre's, solen presentar olors, sabors i textures que els humans percebem com a desagradables.
Segons el tipus d'aliments i com es conservin, els canvis en les propietats organolèptiques seran diferents. Per exemple, la superfície de la carn i el peix refrigerats esdevé llefiscosa quan ja no estan en bon estat, desprèn una olor forta desagradable i també hi ha canvis en la coloració.
En alguns restaurants o diversos negocis d'aliments, són usades aquestes propietats per detectar els ingredients o productes. També es qualifiquen en el tast o anàlisi sensorial de l'oli d'oliva verge. Segons aquest resultat, l'oli d'oliva verge podrà rebre la qualificació d'extra o, al contrari, ser descartat per al consum directe i enviat a les refineries.